# مارک ال تیلور
مارک ال تیلور (انگلیسی: Mark L. Taylor؛ زادهٔ ۲۵ اکتبر ۱۹۵۰) یک هنرپیشه اهل ایالات متحده آمریکا است.
از فیلم‌ها یا مجموعه‌های تلویزیونی که وی در آن‌ها نقش داشته‌است می‌توان به عزیزم، بچه‌ها را کوچک کردم اشاره نمود.